# Марамис, Мария Валанда
Мария Валанда Марамис (индон. Maria Walanda Maramis; 1 декабря 1872, Голландская Ост-Индия — 22 апреля 1924) — индонезийский общественный деятель, политик, борец за улучшение условий жизни и права женщин. Национальный герой Индонезии (с 1969).

## Биография
Родилась на острове Сулавеси. Рано лишилась родителей. Росла сиротой у родственников. Училась в малайской школе.
Позже занялась журналистикой, начал сотрудничать с местной газетой Tjahaja Siang. В своих статьях писала о важности роли матери в семье, подчеркивая, что забота об условиях жизни и здоровье семьи являются обязанностью матери. Раннее воспитание ребенка также зависит от матери.
Понимая необходимость вооружить знаниями молодых женщин для повышения их роли в семье, Марамис вместе с однодумцами в июле 1917 года создала организацию под названием «Любовь матери к своим детям» (индон. Percintaan Ibu Kepada Anak Turunannya (PIKAT)), целью которой было обучение женщин начальным знаниям, грамоте, семейным вопросам, таким как кулинария, шитьё, уход за младенцами, навыки практических ремёсел и другое.
Со временем филиалы PIKAT и созданные школы широко распространились в Индонезии (Батавия, Бандунг, Богор, Магеланг, Манадо, Сурабая, Чимахи).
Обратившись к политике, Марамис призвала бороться за право женщин голосовать во время выборов в законодательные органы страны Её усилия осуществились в 1921 году, когда правительство разрешило женщинам участвовать в выборах. Работа PIKAT продолжалась при участии её дочери.
За большой вклад в борьбу за права женщин, в 1969 году Марамис была признана Национальным героем Индонезии.
Её племянником был Александр Андрис Марамис (1897—1977), индонезийский политический деятель. Министр финансов Индонезии (1945; 1947—1949). Министр иностранных дел Чрезвычайного правительства Республики Индонезии (1949).